# Nazionale femminile di football americano del Canada
La nazionale di football americano femminile del Canada è la selezione maggiore femminile di football americano di Football Canada che rappresenta il Canada nelle varie competizioni ufficiali o amichevoli riservate a squadre nazionali.

## Risultati
Legenda: Grassetto: Risultato migliore, Corsivo: Mancate partecipazioni

## Dettaglio stagioni

### Tornei

#### Mondiali
| Stagione | regular season | regular season | regular season | regular season | regular season | regular season | playoff | playoff | playoff | playoff | playoff | playoff   | playoff     |
|          | Vin            | Par            | Per            | Tot            | PF             | PS             | Vin     | Per     | Tot     | PF      | PS      | risultato | avversaria  |
| -------- | -------------- | -------------- | -------------- | -------------- | -------------- | -------------- | ------- | ------- | ------- | ------- | ------- | --------- | ----------- |
| 2010     | 2              | 0              | 0              | 2              | 32             | 18             | 0       | 1       | 1       | 0       | 62      | Seconde   | Stati Uniti |
| 2013     | 2              | 0              | 0              | 2              | 84             | 12             | 0       | 1       | 1       | 0       | 64      | Seconde   | Stati Uniti |
| 2017     | 2              | 0              | 0              | 2              | 66             | 6              | 0       | 1       | 1       | 16      | 41      | Seconde   | Stati Uniti |
| 2022     | -              | -              | -              | -              | -              | -              | 1       | 2       | 3       | 63      | 45      | Quarte    | Finlandia   |
| Totale   | 6              | 0              | 0              | 6              | 182            | 36             | 1       | 5       | 6       | 79      | 212     |           |             |

Fonte: americanfootballitalia.com

### Riepilogo partite disputate
| Anno           | Luogo     | Evento   | Fase del torneo      | Incontro               | Risultato |
| 27 giugno 2010 | Stoccolma | Mondiale | Girone               | Canada - Svezia        | 12 - 6    |
| 1º luglio 2010 | Stoccolma | Mondiale | Girone               | Canada - Germania      | 20 - 12   |
| 3 luglio 2010  | Stoccolma | Mondiale | Finale               | Stati Uniti - Canada   | 62 - 0    |
| 2 luglio 2013  | Vantaa    | Mondiale | Girone               | Spagna - Canada        | 0 - 50    |
| 4 luglio 2013  | Vantaa    | Mondiale | Girone               | Canada - Finlandia     | 34 - 12   |
| 6 luglio 2013  | Vantaa    | Mondiale | Finale               | Stati Uniti - Canada   | 64 - 0    |
| 24 giugno 2017 | Langley   | Mondiale | Girone               | Canada - Australia     | 31 - 6    |
| 27 giugno 2017 | Langley   | Mondiale | Girone               | Canada - Gran Bretagna | 35 - 0    |
| 30 giugno 2017 | Langley   | Mondiale | Finale               | Stati Uniti - Canada   | 41 - 16   |
| 30 luglio 2022 | Vantaa    | Mondiale | Quarti di finale     | Canada - Australia     | 33 - 6    |
| 3 agosto 2022  | Vantaa    | Mondiale | Semifinale           | Canada - Gran Bretagna | 13 - 20   |
| 7 agosto 2022  | Vantaa    | Mondiale | Finale 3º - 4º posto | Canada - Finlandia     | 17 - 19   |

## Confronti con le altre Nazionali
Questi sono i saldi del Canada nei confronti delle Nazionali incontrate.

### Saldo positivo
| Nazionale | Giocate | Vinte | Pareggiate | Perse | PF | PS | Ultima vittoria | Ultimo pari | Ultima sconfitta |
| --------- | ------- | ----- | ---------- | ----- | -- | -- | --------------- | ----------- | ---------------- |
| Australia | 2       | 2     | 0          | 0     | 64 | 12 | 2022            | -           | -                |
| Spagna    | 1       | 1     | 0          | 0     | 50 | 0  | 2013            | -           | -                |
| Germania  | 1       | 1     | 0          | 0     | 20 | 12 | 2010            | -           | -                |
| Svezia    | 1       | 1     | 0          | 0     | 12 | 6  | 2010            | -           | -                |

### Saldo in pareggio
| Nazionale     | Giocate | Vinte | Pareggiate | Perse | PF | PS | Ultima vittoria | Ultimo pari | Ultima sconfitta |
| ------------- | ------- | ----- | ---------- | ----- | -- | -- | --------------- | ----------- | ---------------- |
| Gran Bretagna | 2       | 1     | 0          | 1     | 48 | 20 | 2017            | -           | 2022             |
| Finlandia     | 2       | 1     | 0          | 1     | 51 | 31 | 2013            | -           | 2022             |

### Saldo negativo
| Nazionale   | Giocate | Vinte | Pareggiate | Perse | PF | PS  | Ultima vittoria | Ultimo pari | Ultima sconfitta |
| ----------- | ------- | ----- | ---------- | ----- | -- | --- | --------------- | ----------- | ---------------- |
| Stati Uniti | 3       | 0     | 0          | 3     | 16 | 167 | -               | -           | 2017             |

## Roster storici
| Roster dell'Australia - Mondiale 2022 |
| --- |
| Quarterback - 12 Maude Lacasse - 3 Reed Thorstad Running Back - 20 Hallie Eggie - 17 Baylie Kennedy - 8 Kasey McCombs - 22 Hanna McEwen - 2 Kendra Nash - 32 Bethany O'Toole - 11 Sarah Wright Wide Receiver - 9 Rose-Amelie Brunet - 4 Annabelle Chevrier - 6 Haley Girolami - 10 Rebekah Koutsogiannopoulos - 7 Alex Kowalski - 28 Ricki Obed - 88 Laurence Pontbriand - 21 Shanelle Rioux - 85 Virginie Roussel Offensive Linemen - 67 Andrea Backlund - 58 Lauren Ferguson - 62 Alyssa Funk - 53 Betsy Mawdsley - 75 Hailee Raffey - 51 Virginie Roberge - 66 Julie Sprague - 67 Ashley Vicklund Defensive Linemen - 95 Joanie Duchesneau - 92 Brooklyn Dyce - 98 Trina Graves - 99 Danaye Holynski - 94 Arden Kliewer - 37 Nura Muhindo - 96 Brigitte O'Driscoll - 25 Quinn Petrinchuk - 55 Chantal Vogel - 95 Breanne Ward Linebacker - 34 Emmarae Dale - 91 Émilie P. Bélanger - 44 Ophélia Poisson-Vecchio - 33 Rae-Lynn Schaffer Defensive Back - 42 Amanda Davidson - 24 Nicole Draouin - 27 Harmine Léo Special Team - 1 Kristie Elliott Roster aggiornato al 19 novembre 2024 Coaching staff HC Ryan Clutterbuck · OC Marci Halseth · DC Cody Halseth · ST/RB Eric Theroux · QB Saadia Ashraf · Coach Brenden Bennett · LB Pat Barry · DB Olivier Eddie · DL Beth Thompson · WR Claire More |